# Verein für Bewegungsspiele Stuttgart 1893 1981-1982
Questa voce raccoglie le informazioni riguardanti il Verein für Bewegungsspiele Stuttgart 1893 nelle competizioni ufficiali della stagione 1981-1982.

## Stagione
Nella stagione 1981-1982 il Stoccarda, allenato da Jürgen Sundermann, concluse il campionato di Bundesliga al 9º posto. In Coppa di Germania il Stoccarda fu eliminato al terzo turno dal Borussia M'gladbach. In Coppa UEFA il Stoccarda fu eliminato al primo turno dall'Hajduk Spalato.

## Rosa
| N. |                     | Ruolo | Calciatore           |
| -- | ------------------- | ----- | -------------------- |
| 13 | Germania (bandiera) | D     | Günther Schäfer      |
|    | Germania (bandiera) | P     | Siegfried Grüninger  |
|    | Germania (bandiera) | P     | Helmut Roleder       |
|    | Germania (bandiera) | D     | Rainer Adrion        |
|    | Germania (bandiera) | D     | Bernd Förster        |
|    | Germania (bandiera) | D     | Karlheinz Förster    |
|    | Germania (bandiera) | D     | Werner Habiger       |
|    | Germania (bandiera) | D     | Bernd Martin         |
|    | Romania (bandiera)  | D     | Alexandru Sătmăreanu |
|    | Germania (bandiera) | C     | Karl Allgöwer        |

| N. |                         | Ruolo | Calciatore       |
| -- | ----------------------- | ----- | ---------------- |
|    | Germania (bandiera)     | C     | Erwin Hadewicz   |
|    | Germania (bandiera)     | C     | Hansi Müller     |
|    | Germania (bandiera)     | C     | Hermann Ohlicher |
|    | Germania (bandiera)     | C     | Gunnar Weiß      |
|    | Germania (bandiera)     | A     | Harald Beck      |
|    | RD del Congo (bandiera) | A     | Etepe Kakoko     |
|    | Germania (bandiera)     | A     | Walter Kelsch    |
|    | Germania (bandiera)     | A     | Dieter Müller    |
|    | Germania (bandiera)     | A     | Peter Reichert   |
|    | Francia (bandiera)      | A     | Didier Six       |

## Organigramma societario
Area tecnica
- Allenatore: Jürgen Sundermann
- Allenatore in seconda:
- Preparatore dei portieri:
- Preparatori atletici:

## Calciomercato

### Sessione estiva
| Acquisti | Acquisti            | Acquisti     | Acquisti |
| R.       | Nome                | da           | Modalità |
| -------- | ------------------- | ------------ | -------- |
| P        | Siegfried Grüninger | Stoccarda II |          |
| D        | Werner Habiger      | Stoccarda II |          |
| A        | Dieter Müller       | Colonia      |          |
| A        | Didier Six          | Strasburgo   |          |
| C        | Gunnar Weiß         | Stoccarda II |          |

| Cessioni | Cessioni            | Cessioni              | Cessioni |
| R.       | Nome                | a                     | Modalità |
| -------- | ------------------- | --------------------- | -------- |
| A        | İlyas Tüfekçi       | Schalke 04            |          |
| C        | Frank Elser         | Alemannia Aquisgrana  |          |
| P        | Uwe Greiner         | Bayer Leverkusen      |          |
| C        | Roland Hattenberger | Wacker Innsbruck      |          |
| D        | Dragan Holcer       | Schalke 04            |          |
| A        | Bernd Klotz         | Borussia Dortmund     |          |
| C        | Dieter Kohnle       | Ulma                  |          |
| A        | Joachim Löw         | Eintracht Francoforte |          |

### Sessione invernale
| Acquisti | Acquisti | Acquisti | Acquisti |
| R.       | Nome     | da       | Modalità |
| -------- | -------- | -------- | -------- |

| Cessioni | Cessioni | Cessioni | Cessioni |
| R.       | Nome     | a        | Modalità |
| -------- | -------- | -------- | -------- |

## Risultati

### Bundesliga

#### Girone di andata
| Arbitro: | Engel |

|                                |           |                      |
| Six 24’ Förster 30’ Müller 55’ | Marcatori | 18’ Weikl 49’ Wenzel |

| Arbitro: | Uhlig |

|  |           |                    |
|  | Marcatori | 78’ Kelsch 82’ Six |

| Arbitro: | Föckler |

|                         |           |  |
| Ohlicher 10’ Müller 47’ | Marcatori |  |

| Arbitro: | Hennig |

|                                       |           |                   |
| Bongartz 26’ Brehme 35’ Eigendorf 61’ | Marcatori | 9’ Six 78’ Martin |

| Arbitro: | Affolter |

|  |           |                              |
|  | Marcatori | 17’ Burgsmüller 64’ Sobieray |

| Norimberga 12 settembre 1981, ore 15:30 CEST 6ª giornata | Norimberga | 0 – 0 referto | Stoccarda | Städtisches Stadion (25 000 spett.)\| Arbitro: \| Roth \| |
| Arbitro:                                                 | Roth       |               |           |                                                           |

| Arbitro: | Gabor |

|            |           |                |
| Müller 36’ | Marcatori | 40’ Littbarski |

| Arbitro: | Pauly |

|                                                     |           |         |
| Neuberger 51’ Lorant 56’ (rig.), 76’ (rig.) Cha 89’ | Marcatori | 79’ Six |

| Arbitro: | Stäglich |

|             |           |                          |
| Förster 70’ | Marcatori | 36’ Bastrup 89’ Milewski |

| Arbitro: | Umbach |

|            |           |                           |
| Helmes 85’ | Marcatori | 61’ Allgöwer 62’ Ohlicher |

| Arbitro: | Horstmann |

|                                         |           |                             |
| Oswald 14’ Schreier 47’ Abel 57’ (rig.) | Marcatori | 45’ Beck 51’ Müller 61’ Six |

| Arbitro: | Redelfs |

|                            |           |                                    |
| Förster 42’ Sătmăreanu 75’ | Marcatori | 16’ (aut.) Förster 22’ (rig.) Mill |

| Arbitro: | Heitmann |

|          |           |  |
| Reiß 44’ | Marcatori |  |

| Arbitro: | Hennig |

|  |           |                              |
|  | Marcatori | 30’, 82’ Breitner 69’ Hoeneß |

| Leverkusen 28 novembre 1981, ore 15:30 CET 15ª giornata | Bayer Leverkusen | 0 – 0 referto | Stoccarda | Ulrich-Haberland-Stadion (6 000 spett.)\| Arbitro: \| Luca \| |
| Arbitro:                                                | Luca             |               |           |                                                               |

| Arbitro: | Eschweiler |

|         |           |  |
| Six 55’ | Marcatori |  |

| Arbitro: | Hontheim |

|                         |           |                          |
| Kostedde 10’ Gruber 62’ | Marcatori | 78’ Reichert 81’ Förster |

#### Girone di ritorno
| Arbitro: | Kasperowski |

|                       |           |                                 |
| Thiele 21’ Wenzel 80’ | Marcatori | 41’ Kelsch 51’ Reichert 86’ Six |

| Arbitro: | Brückner |

|                                        |           |                    |
| Six 6’ Müller 28’, 38’, 53’ Müller 89’ | Marcatori | 9’ (rig.) Harforth |

| Arbitro: | Föckler |

|                    |           |  |
| Worm 61’ Keute 88’ | Marcatori |  |

| Arbitro: | Hennig |

|                                     |           |  |
| Reichert 30’, 47’, 52’ Ohlicher 38’ | Marcatori |  |

| Arbitro: | Redelfs |

|                           |           |                                          |
| Burgsmüller 10’ Keser 61’ | Marcatori | 28’ (rig.) Six 37’ Allgöwer 74’ Hadewicz |

| Arbitro: | Assenmacher |

|              |           |                            |
| Reichert 83’ | Marcatori | 42’ Lieberwirth 90’ Dreßel |

| Arbitro: | Heitmann |

|                     |           |  |
| Allofs 2’, 51’, 82’ | Marcatori |  |

| Arbitro: | Uhlig |

|                                                      |           |                          |
| Kelsch 28’, 54’ Müller 34’ Allgöwer 59’ Reichert 67’ | Marcatori | 31’ Nachtweih 74’ Nickel |

| Arbitro: | Eschweiler |

|              |           |              |
| Hrubesch 23’ | Marcatori | 55’ Hadewicz |

| Arbitro: | Brehm |

|                                           |           |             |
| Kelsch 41’ Six 58’ Müller 84’, 90’ (rig.) | Marcatori | 30’ Seliger |

| Arbitro: | Ermer |

|                                |           |  |
| Müller 34’ (rig.) Six 49’, 60’ | Marcatori |  |

| Mönchengladbach 24 aprile 1982, ore 15:30 CEST 29ª giornata | Borussia M'gladbach | 0 – 0 referto | Stoccarda | Bökelbergstadion (16 000 spett.)\| Arbitro: \| Niebergall \| |
| Arbitro:                                                    | Niebergall          |               |           |                                                              |

| Arbitro: | Linn |

|                        |           |                                             |
| Müller 43’ (rig.), 60’ | Marcatori | 26’ Reiß 39’ Krobbach 72’ (rig.) Pagelsdorf |

| Arbitro: | Assenmacher |

|              |           |  |
| Breitner 51’ | Marcatori |  |

| Arbitro: | Retzmann |

|                                               |           |                      |
| Förster 6’ Müller 31’ Ohlicher 54’ Müller 90’ | Marcatori | 27’ Økland 38’ Szech |

| Arbitro: | Uhlig |

|                                       |           |                                  |
| Stetter 11’ Cestonaro 67’ Mattern 90’ | Marcatori | 47’ Beck 70’ Kelsch 73’ Ohlicher |

| Arbitro: | Wahmann |

|                     |           |                                        |
| Beck 24’ Kelsch 65’ | Marcatori | 6’, 13’ Meier 82’ (rig.), 87’ Reinders |

### Coppa di Germania
| Arbitro: | Dellwing |

|                                                           |           |  |
| Müller 2’ (rig.), 53’ Ohlicher 42’ Tüfekçi 77’ Kelsch 82’ | Marcatori |  |

| Arbitro: | Fleischer |

| |           |          |
| Müller 23’, 30’ (rig.), 41’, 80’, 81’ Six 45’ Sătmăreanu 52’ Beck 61’ Ohlicher 87’ (rig.) Allgöwer 90’ | Marcatori | 36’ Bach |

| Arbitro: | Niebergall |

|  |           |                      |
|  | Marcatori | 45’ Bruns 88’ Wuttke |

### Coppa UEFA
| Arbitro: | van Langenhove |

|                              |           |                  |
| Vujović 41’ Vujović 65’, 81’ | Marcatori | 58’ (aut.) Rožić |

| Arbitro: | Palotai |

|                        |           |                            |
| Schäfer 83’ Müller 85’ | Marcatori | 12’ Bogdanović 29’ Jelikić |

## Statistiche

### Statistiche di squadra
| Competizione      | Punti | In casa | In casa | In casa | In casa | In casa | In casa | In trasferta | In trasferta | In trasferta | In trasferta | In trasferta | In trasferta | Totale | Totale | Totale | Totale | Totale | Totale | DR  |
| Competizione      | Punti | G       | V       | N       | P       | Gf      | Gs      | G            | V            | N            | P            | Gf           | Gs           | G      | V      | N      | P      | Gf     | Gs     | DR  |
| ----------------- | ----- | ------- | ------- | ------- | ------- | ------- | ------- | ------------ | ------------ | ------------ | ------------ | ------------ | ------------ | ------ | ------ | ------ | ------ | ------ | ------ | --- |
| Bundesliga        | 35    | 17      | 9       | 2       | 6       | 40      | 27      | 17           | 4            | 7            | 6            | 22           | 28           | 34     | 13     | 9      | 12     | 62     | 55     | +7  |
| Coppa di Germania | -     | 3       | 2       | 0       | 1       | 15      | 3       | 0            | 0            | 0            | 0            | 0            | 0            | 3      | 2      | 0      | 1      | 15     | 3      | +12 |
| Coppa UEFA        | -     | 1       | 0       | 1       | 0       | 2       | 2       | 1            | 0            | 0            | 1            | 1            | 3            | 2      | 0      | 1      | 1      | 3      | 5      | -2  |
| Totale            | 35    | 21      | 11      | 3       | 7       | 57      | 32      | 18           | 4            | 7            | 7            | 23           | 31           | 39     | 15     | 10     | 14     | 80     | 63     | +17 |

### Andamento in campionato
| Giornata  | 1 | 2 | 3 | 4 | 5 | 6 | 7 | 8  | 9  | 10 | 11 | 12 | 13 | 14 | 15 | 16 | 17 | 18 | 19 | 20 | 21 | 22 | 23 | 24 | 25 | 26 | 27 | 28 | 29 | 30 | 31 | 32 | 33 | 34 |
| --------- | - | - | - | - | - | - | - | -- | -- | -- | -- | -- | -- | -- | -- | -- | -- | -- | -- | -- | -- | -- | -- | -- | -- | -- | -- | -- | -- | -- | -- | -- | -- | -- |
| Luogo     | C | T | C | T | C | T | C | T  | C  | T  | T  | C  | T  | C  | T  | C  | T  | T  | C  | T  | C  | T  | C  | T  | C  | T  | C  | C  | T  | C  | T  | C  | T  | C  |
| Risultato | V | V | V | P | P | N | N | P  | P  | V  | N  | N  | P  | P  | N  | V  | N  | V  | V  | P  | V  | V  | P  | P  | V  | N  | V  | V  | N  | P  | P  | V  | N  | P  |
| Posizione | 5 | 3 | 3 | 4 | 4 | 9 | 7 | 11 | 12 | 10 | 10 | 10 | 11 | 11 | 11 | 11 | 11 | 10 | 9  | 10 | 8  | 7  | 7  | 9  | 8  | 9  | 9  | 7  | 7  | 8  | 8  | 9  | 9  | 9  |

Legenda:

Luogo: C = Casa; T = Trasferta. Risultato: V = Vittoria; N = Pareggio; P = Sconfitta.

### Statistiche dei giocatori
| Giocatore     | Bundesliga | Bundesliga | Bundesliga  | Bundesliga | Coppa di Germania | Coppa di Germania | Coppa di Germania | Coppa di Germania | Coppa UEFA | Coppa UEFA | Coppa UEFA  | Coppa UEFA | Totale   | Totale | Totale      | Totale     |
| Giocatore     | Presenze   | Reti       | Ammonizioni | Espulsioni | Presenze          | Reti              | Ammonizioni       | Espulsioni        | Presenze   | Reti       | Ammonizioni | Espulsioni | Presenze | Reti   | Ammonizioni | Espulsioni |
| ------------- | ---------- | ---------- | ----------- | ---------- | ----------------- | ----------------- | ----------------- | ----------------- | ---------- | ---------- | ----------- | ---------- | -------- | ------ | ----------- | ---------- |
| R. Adrion     | 20         | 0          | 3           | 0          | 2                 | 0                 | 0                 | 0                 | 2          | 0          | 0           | 0          | 24       | 0      | 3           | 0          |
| K. Allgöwer   | 31         | 3          | 0           | 0          | 2                 | 1                 | 0                 | 0                 | 2          | 0          | 0           | 0          | 35       | 4      | 0           | 0          |
| H. Beck       | 12         | 3          | 0           | 0          | 2                 | 1                 | 0                 | 0                 | 1          | 0          | 0           | 0          | 15       | 4      | 0           | 0          |
| B. Förster    | 34         | 2          | 1           | 0          | 3                 | 0                 | 0                 | 0                 | 0          | 0          | 0           | 0          | 37       | 2      | 1           | 0          |
| K. Förster    | 26         | 3          | 4           | 1          | 2                 | 0                 | 0                 | 0                 | 0          | 0          | 0           | 0          | 28       | 3      | 4           | 1          |
| S. Grüninger  | 0          | 0          | 0           | 0          | 0                 | 0                 | 0                 | 0                 | 0          | 0          | 0           | 0          | 0        | 0      | 0           | 0          |
| W. Habiger    | 9          | 0          | 0           | 0          | 2                 | 0                 | 0                 | 0                 | 0          | 0          | 0           | 0          | 11       | 0      | 0           | 0          |
| E. Hadewicz   | 29         | 2          | 3           | 0          | 3                 | 0                 | 0                 | 0                 | 2          | 0          | 0           | 0          | 34       | 2      | 3           | 0          |
| E. Kakoko     | 1          | 0          | 0           | 0          | 0                 | 0                 | 0                 | 0                 | 0          | 0          | 0           | 0          | 1        | 0      | 0           | 0          |
| W. Kelsch     | 31         | 7          | 5           | 0          | 3                 | 1                 | 0                 | 0                 | 2          | 0          | 0           | 0          | 36       | 8      | 5           | 0          |
| B. Martin     | 8          | 1          | 0           | 0          | 1                 | 0                 | 0                 | 0                 | 1          | 0          | 0           | 0          | 10       | 1      | 0           | 0          |
| D. Müller     | 30         | 14         | 1           | 0          | 3                 | 5                 | 0                 | 0                 | 2          | 1          | 0           | 0          | 35       | 20     | 1           | 0          |
| H. Müller     | 16         | 2          | 3           | 0          | 1                 | 2                 | 1                 | 0                 | 0          | 0          | 0           | 0          | 17       | 4      | 4           | 0          |
| H. Ohlicher   | 34         | 5          | 2           | 0          | 2                 | 2                 | 0                 | 0                 | 2          | 0          | 0           | 0          | 38       | 7      | 2           | 0          |
| P. Reichert   | 23         | 7          | 0           | 0          | 0                 | 0                 | 0                 | 0                 | 1          | 0          | 0           | 0          | 24       | 7      | 0           | 0          |
| H. Roleder    | 34         | 0          | 0           | 0          | 3                 | 0                 | 0                 | 0                 | 2          | 0          | 0           | 0          | 39       | 0      | 0           | 0          |
| G. Schäfer    | 12         | 0          | 1           | 0          | 3                 | 0                 | 0                 | 0                 | 2          | 1          | 0           | 0          | 17       | 1      | 1           | 0          |
| D. Six        | 30         | 12         | 3           | 0          | 2                 | 1                 | 0                 | 0                 | 2          | 0          | 0           | 0          | 34       | 13     | 3           | 0          |
| A. Sătmăreanu | 20         | 1          | 5           | 0          | 2                 | 1                 | 0                 | 0                 | 2          | 0          | 0           | 0          | 24       | 2      | 5           | 0          |
| İ. Tüfekçi    | 3          | 0          | 0           | 0          | 1                 | 1                 | 0                 | 0                 | 0          | 0          | 0           | 0          | 4        | 1      | 0           | 0          |
| G. Weiß       | 3          | 0          | 0           | 0          | 1                 | 0                 | 0                 | 0                 | 0          | 0          | 0           | 0          | 4        | 0      | 0           | 0          |